# Hyperaspis
Hyperaspis es un género de escarabajos de la familia Coccinellidae. Hay más de 100 especies descritas en Hyperaspis. Se alimentan de pulgones y otros insectos similares. Las larvas suelen estar cubiertas de secreción serosa.